# Ghost in the Shell OST
Ghost in the Shell OST è la colonna sonora del film d'animazione Ghost in the Shell, composta da Kenji Kawai.

## Lista delle tracce
1. M01 Making of Cyborg
2. M02 Ghosthack
3. EXM Puppetmaster
4. M04 Virtual Crime
5. M05 Ghost City
6. M06 Access
7. M07 Nightstalker
8. M08 Floating Museum
9. M09 Ghostdive
10. M10 Reincarnation
11. See You Everyday  (挿入歌 毎天見一見!? bonus track)